# Meiogyne dumetosa
Meiogyne dumetosa är en kirimojaväxtart som först beskrevs av Eugène Vieillard och André Guillaumin, och fick sitt nu gällande namn av E.C.H.van Heusden. Meiogyne dumetosa ingår i släktet Meiogyne och familjen kirimojaväxter. Inga underarter finns listade i Catalogue of Life.